# 四十七 (电视剧)
《四十七》是一部2025年拍摄、计划于2025年播出的中国大陆电视剧作品。曹盾导演，张康乐主演，于2025年中旬在山东乐陵影视城拍摄，预定14集。讲述了自幼黑暗中成长的“47”的报仇故事。